# Nasra Djimasngar
Nasra Djimasngar, né le 23 octobre 1975 à Sarh, est un homme politique tchadien. Il est candidat à l'élection présidentielle du 6 mai 2024 avec son parti Le Nouveau Jour.

## Biographie
Nasra Djimasngar est né le 23 octobre 1975 à Sarh.
Il milite au parti Fédération, Action pour la République (en) (FAR) de Ngarlejy Yorongar jusqu'en 2015 avant de créer son propre parti, Le Nouveau Jour, dont il est le président. En tant que membre de la FAR, il participe à la Commission électorale nationale indépendante (CENI), dans la sous-commission de contrôle suivi des opérations de recensement, de juillet 2009 à août 2012,.
Djimasngar fait ses études à l'université Cheikh-Anta-Diop de Dakar où il obtient un doctorat. Il enseigne ensuite comme maître-assistant en droit privé à faculté des sciences juridiques et politiques de l'université de N'Djaména,.
Nasra Djimasngar est aussi très impliqué dans la vie religieuse, auprès de l'église « la Parole de Vie »,.
Nasra Djimasngar participe au « dialogue national inclusif et souverain » de 2022, chargé de définir une feuille de route pour la mise en place d'une démocratie après le coup d'État de Mahamat Idriss Déby à la mort de son père et président Idriss Déby en avril 2021. Il rejoint le Cadre national de concertation des partis politiques (CNCP), qui regroupe les partis impliqués dans le processus de transition démocratique. Nasra Djimasngar en devient le coordonnateur à partir de juillet 2023,.
Lors du référendum constitutionnel de 2023, Nasra Djimasngar appelle à voter contre le projet de constitution présenté par le président Déby.
Il est candidat à l'élection présidentielle du 6 mai 2024 avec son parti Le Nouveau Jour.